# 2019 en Inde
Chronologie de l'Inde
- 2015
- 2016
- 2017
- 2018
- 2019
- 2020
- 2021
- 2022
- 2023

Cette page concerne les évènements survenus en 2019 en Inde  :

## Gouvernement
- Président : Ram Nath Kovind
- Vice-président : Venkaiah Naidu
- Premier ministre : Narendra Modi

## Évènements
- Protestation d'Amaravati (en) en Andhra Pradesh.
- Invasion de criquets

### Janvier
- 2 janvier : Le gouvernement approuve la fusion de Dena Bank et Vijaya Bank avec la Bank of Baroda[1].
- 4 janvier :
  - Début de la saison cyclonique dans le nord de l'océan Indien (en).
  - Arunima Sinha devient la première femme amputée au monde à gravir le mont Vinson[2].

### Février
- 11 février : Près d'une centaine de personnes meurent après avoir bu de l'alcool frelaté dans l'Uttar Pradesh et l'Uttarakhand[3].
- 12 février : Un incendie se déclare dans un hôtel pour petit budget au centre de Delhi, dans le quartier de Karol Bagh, vers 4 h 30 du matin, tuant au moins 17 personnes. Le feu ravage tous les étages de l'hôtel[4].
- 14 février : Attentat de Pulwama : attentat-suicide islamiste au véhicule piégé survenu dans le district de Pulwama, État du Jammu-et-Cachemire. L'attaque, perpétrée par un membre de l'organisation terroriste pakistanaise Jaish-e-Mohammed, tue quarante-six membres de la Central Reserve Police Force.
- 14 février-22 mars : Confrontation indo-pakistanaise.
- 15 février : Mise en service du service de train Vande Bharat Express (en).
- 21-25 février : Plus de 156 personnes sont mortes après avoir consommé de l'alcool toxique et plus de 300 sont admises dans les hôpitaux des districts de Jorhat et Golaghat.
- 26 février : Frappes aériennes au Jammu-et-Cachemire (en), par les forces aériennes pakistanaises.

### Mars
- 27 mars : L'Inde devient le 4ème pays à disposer d'un missile antisatellite[5].

### Avril
- 2 avril : Le Serious Fraud Investigation Office (en) (Bureau d'Enquête sur les Fraudes graves) arrête l'ancien vice-président de la compagnie Location d'Infrastructures et Services Financiers, Hari Sankaran, pour avoir accordé des prêts à des entités qui n'étaient pas solvables et ainsi causé des pertes à l'entreprise et à ses créanciers[6].
- 11 avril : Début des élections législatives.
- 18 avril : La compagnie aérienne Jet Airways cesse ses activités.

### Mai

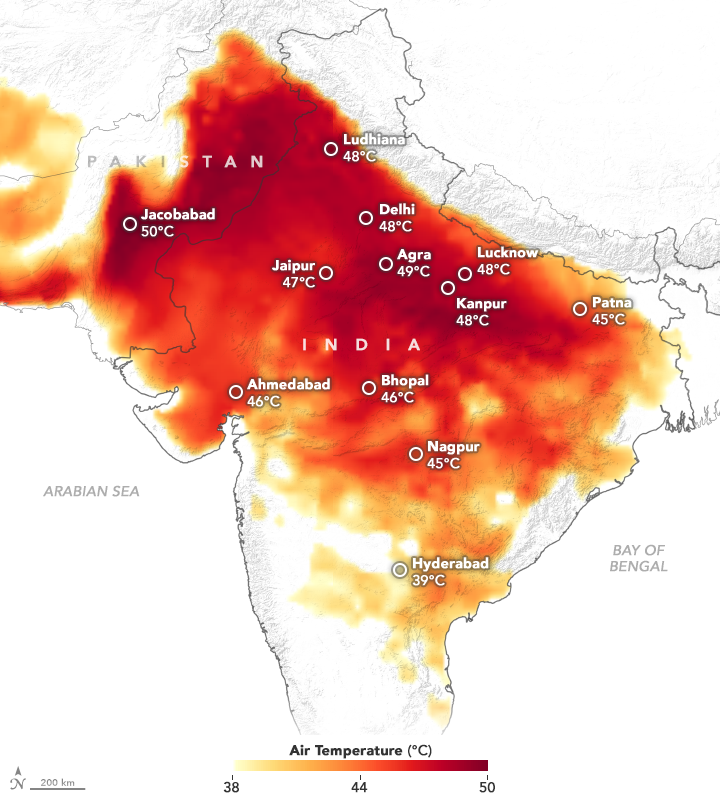
Canicule de 2019 en Inde et au Pakistan.

- mai-juin : Vague de chaleur en Inde et Pakistan.
- 3 mai : Le Cyclone Fani touche l’État de l'Odisha.
- 19 mai : Fin des élections législatives.
- 23 mai : Dépouillement et proclamation des résultats des élections générales indiennes de 2019. Narendra Modi remporte une victoire écrasante.
- 24 mai : Un incendie se produit dans un complexe commercial à Surate, dans l'État du Gujarat. Vingt-deux étudiants sont morts et 19 autres sont blessés dans un centre de coaching académique situé sur la terrasse du bâtiment. L'incendie est déclenché par un court-circuit au rez-de-chaussée ; les étudiants du centre de coaching ont été piégés par la destruction d'un escalier en bois. Trois personnes sont arrêtées pour leur implication présumée ou leur négligence présumée ayant conduit à l'incendie et aux décès[7].
- 30 mai : Narendra Modi prête serment.

### Juin
- juin : Épidémie d'encéphalite au Bihar.
- 17 juin : Tabrez Ansari, 24 ans, est attaqué et lynché par la foule à Jharkhand. Ansari, musulman, est attaché à un arbre, brutalement battu et contraint de chanter des slogans religieux hindous, avant de mourir quatre jours plus tard[8],[9].

### Juillet
- 17 juillet : Le projet de loi sur le contrôle de la population (Population Control Bill, 2019) est une proposition de loi présentée à la Rajya Sabha par Rakesh Sinha (en). L'objectif de ce projet de loi est de contrôler la croissance démographique de l'Inde. La proposition est signée par 125 membres du Parlement (MP)[10],[11].
- 19 juillet : Vidisha Baliyan devient la première Indienne à être couronnée Miss Deaf World après avoir remporté le Miss & Mister Deaf World 2019[12].
- 22 juillet : L'ISRO lance la deuxième mission indienne pour la lune avec la sonde Chandrayaan-2.
- 30 juillet : L'Inde interdit le triple talaq.

### Août
- Début août : De fortes pluies provoquent des inondations dans plusieurs États comme Odisha, Maharashtra et Karnāṭaka. Plus de 100 000 personnes sont évacuées[13].
- 5 août : Le Parlement indien passa une loi sur la réorganisation du Jammu-et-Cachemire afin de séparer l'État autonome en deux territoires distincts (et donc sous contrôle du gouvernement fédéral) : le Jammu-et-Cachemire éponyme et le Ladakh.
- 22 août : L'ancien ministre des finances, P. Chidambaram, est arrêté par le CBI dans le cadre de l'affaire INX Media[14].

### Septembre
- 5 septembre : Erramatti Mangamma (en) devient la mère la plus âgée du monde après avoir donné naissance à des jumeaux à l'âge de 74 ans[15].
- 6 septembre : La mission lunaire Chandrayaan-2 est partiellement réussie. L'atterrisseur s'écrase sur la lune.
- 16 septembre : Le président de la Conférence nationale du Jammu-et-Cachemire, Farooq Abdullah (en), est arrêté en vertu de la loi sur la sécurité publique (PSA), une loi qui autorise la détention sans procès pendant deux ans[16].

### Octobre
- 24 octobre : L'Inde et le Pakistan signent un mémorandum d'entente ouvrant le couloir de Kartarpur aux passages frontaliers sans visa, permettant aux citoyens indiens de visiter le sanctuaire sikh Gurdwara Darbar Sahib Kartarpur (en).
- 31 octobre : La loi sur la réorganisation du Jammu-et-Cachemire, datant du 5 août, entre en vigueur.

### Novembre
- 3 novembre : Manifestations contre la décision de l'administrateur Praful Khoda Patel (en) concernant le défrichement de terres indigènes à Daman[17].
- 9 novembre : La Cour suprême de l'Inde se prononce en faveur des hindous au sujet du temple Ram Mandir (construit sur l'ancien site de la Mosquée de Babri)[18].
- 22 novembre : Le Securities and Exchange Board of India (en) inscrit la compagnie indienne Karvy Stock Broking Ltd. sur sa liste noire pour avoir illégalement mis en gage des titres de clients afin de se procurer des fonds personnels[19].
- 27 novembre : Un tribunal de session de Mumbai annule le blanc-seing accordé au groupe Adani en 2014 par une juridiction inférieure dans une affaire de manipulation d'actions[20].

### Décembre
- 4 décembre : Manifestations contre l'amendement de la loi sur la citoyenneté.
- 8 décembre : Incendie à Delhi : 43 morts[21].
- 10 décembre : L'Amendement de 2019 de la loi sur la citoyenneté indienne est voté et promulgué deux jours plus tard.
- 15 décembre : Affrontements à la Jamia Millia Islamia (en), reprise en main, par la police de l'université, en réponse à une manifestation étudiante.
- 29 décembre : Hemant Soren (en), chef du parti Jharkhand Mukti Morcha (en) et partenaire de l'Alliance progressiste unie, prête serment en tant que ministre en chef du Jharkhand après les élections. Sa première décision est de classer toutes les affaires liées au mouvement Pathalgadi (en)[22].

## Cinéma
- 15 février : 64e Filmfare Awards (en)
- 22 mars : 66e National Film Awards (en)
- Les films War, Saaho, Kabir Singh (en), Uri: The Surgical Strike (en) et Bharat (en) sont classés premiers au box-office indien pour l'année 2019
- Autres sorties de films
- Badla
- Bombay Rose
- Cargo
- Dabangg 3
- Ek Ladki Ko Dekha Toh Aisa Laga
- Gully Boy
- Kalank
- Marjaavaan
- Le Photographe
- Saand Ki Aankh
- Shonibar Bikel
- Super 30
- The Zoya Factor
- Zam Zam

## Littérature
- Black Warrant (en), roman de Sunetra Choudhury (en)
- The Broken Amoretti (en), roman de Sudipto Das (en)
- Girl in White Cotton (en), roman d'Avni Doshi (en)
- Muhammad Bin Tughlaq: Tale of a Tyrant (en), histoire fictive d'Anuja Chandramouli (en)
- Raavan: Enemy of Aryavarta (en), roman d'Amish Tripathi (en)

## Sport
- Indian Super League 2018-2019
- Championnat d'Inde de football 2018-2019
- Championnat d'Inde de football 2019-2020
- Indian Super League 2019-2020
- Tournoi de tennis de Pune

## Décès
- 2 janvier : Samuel Rayan, prêtre jésuite ;
- 11 janvier : Charles Soreng, prêtre jésuite ;
- 21 janvier :
  - Raghbir Singh Bhola, joueur de hockey sur gazon ;
  - Shivakumara Swami, personnalité de l'aide humanitaire ;
- 25 janvier : Krishna Sobti, écrivaine et essayiste ;
- 29 janvier : George Fernandes, dirigeant, syndicaliste, homme politique socialiste ;
- 17 mars : Manohar Parrikar, homme politique ;